# چاپ سربی
چاپ سربی به چاپ به وسیلهٔ حروف سربیِ متحرک گویند. روش چاپ سربی، روش نسبتاً ساده‌ای است که در آن کاغذ روی صفحه‌ای متشکل از حروف برجستهٔ سربی و آغشته به مرکب فشرده می‌شود و بر اثر فشار، حروف بر صفحه کاغذ نقش می‌بندد.
حروف‌چینی روزنامه نخست به صورت دستی انجام می‌گرفت، ولی بعدها این کار با دستگاه‌هایی که معمول‌ترین آنها «لاینوتایپ» بود، صورت پذیرفت. دستگاه حروف‌چینی خودکار لاینوتایپ در سال ۱۸۸۶ میلادی ساخته شد. بدین ترتیب سرعت چاپ به تدریج افزایش پیدا کرد.
در اواخر قرن بیستم، پیشرفت فناوری باعث شد تا دستگاه حروف‌چینی سربی کم‌کم از دور خارج شود و جای خود را به دستگاه‌های الکترونیکی و حروف‌چینی رایانه‌ای بدهد.